# مبارز خیابانی (مجموعه بازی)
استریت فایتر یا مبارزان خیابانی (به انگلیسی: Street Fighter) یک مجموعه بازی ویدئویی در سبک مبارزه‌ای است که توسط شرکت کپ‌کام ساخته و منتشر می‌شود. اولین قسمت از این مجموعه با عنوان مبارزان خیابانی در تاریخ ۳۰ اوت ۱۹۸۷ و آخرین نسخه آن با نام اولترا مبارزان خیابانی ۴، در تاریخ ۳ ژوئن ۲۰۱۴ برای مایکروسافت ویندوز، پلی‌استیشن ۳ و ایکس‌باکس ۳۶۰ عرضه شد.

## فهرست بازی‌ها
1. مبارزان خیابانی
2. مبارزان خیابانی ۲
3. مافوق مبارزان خیابانی ۲
4. مافوق مبارزان خیابانی ۲ توربو اچ‌دی ریمیکس
5. مبارزان خیابانی آلفا
6. مبارزان خیابانی آلفا ۲
7. مبارزان خیابانی آلفا ۳
8. مبارزان خیابانی ۳
9. مبارزان خیابانی ۲۰۱۰
10. مبارزان خیابانی ۴
11. استریت فایتر در مقابل تکن
12. مبارزان خیابانی ۵
13. تکن در مقابل استریت فایتر